# 王书红
王书红（1964年12月—），男，汉族，山西昔阳人，中华人民共和国政治人物。现任山西省高级人民法院副院长，民盟山西省委主委。第十四届全国政协委员。